# Sée
Pour les articles homonymes, voir Sée (homonymie).
La Sée est un fleuve côtier normand qui se jette dans la baie du Mont-Saint-Michel, rejoignant dans cette dernière la Sélune, autre fleuve du sud du département de la Manche.

## Géographie
La Sée prend sa source à Sourdeval au lieu-dit La Fouquerie, à 219 mètres d'altitude, sous le nom de « Sée blanche ». La Sée rousse se joint à elle après quelques kilomètres, le fleuve prenant alors son nom de « Sée ». Il coule en direction de l'ouest.
Sa vallée est façonnée en gouttière dans les schistes entre les bandes granitiques de Vire-Carolles et d'Avranches. Elle est d'abord étroite et sinueuse, puis s'élargit entre Brécey et l'estuaire ; la pente devenant faible, des méandres se forment dans la basse partie de son cours. L'estuaire, encombré de bancs de sable et de vase, s'ouvre largement vers le sud-ouest face au mont Saint-Michel.
La longueur de son cours est de 78 km.

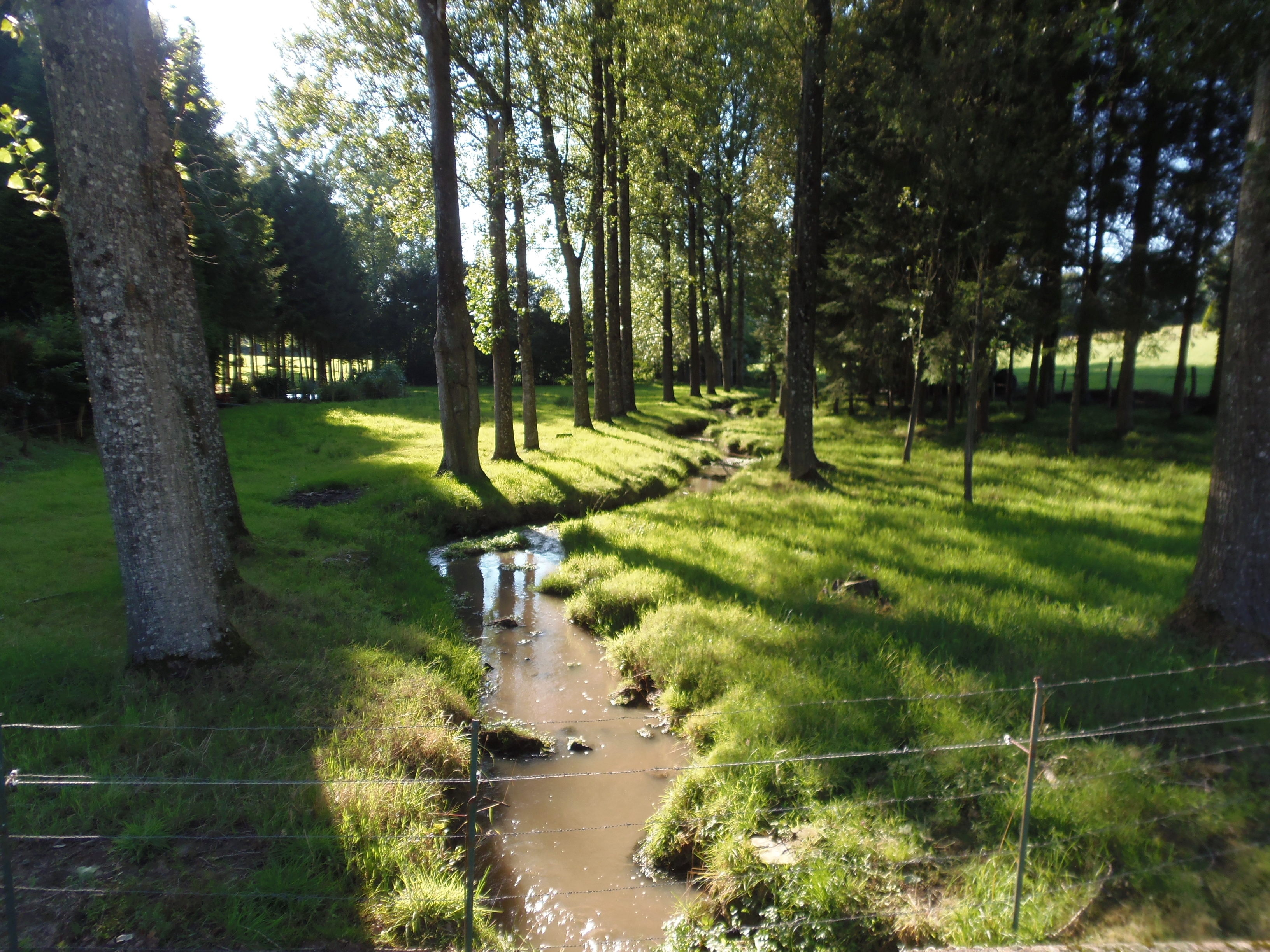
La Sée Rousse à l'Aubesnière (Sourdeval).

### Communes et cantons traversés

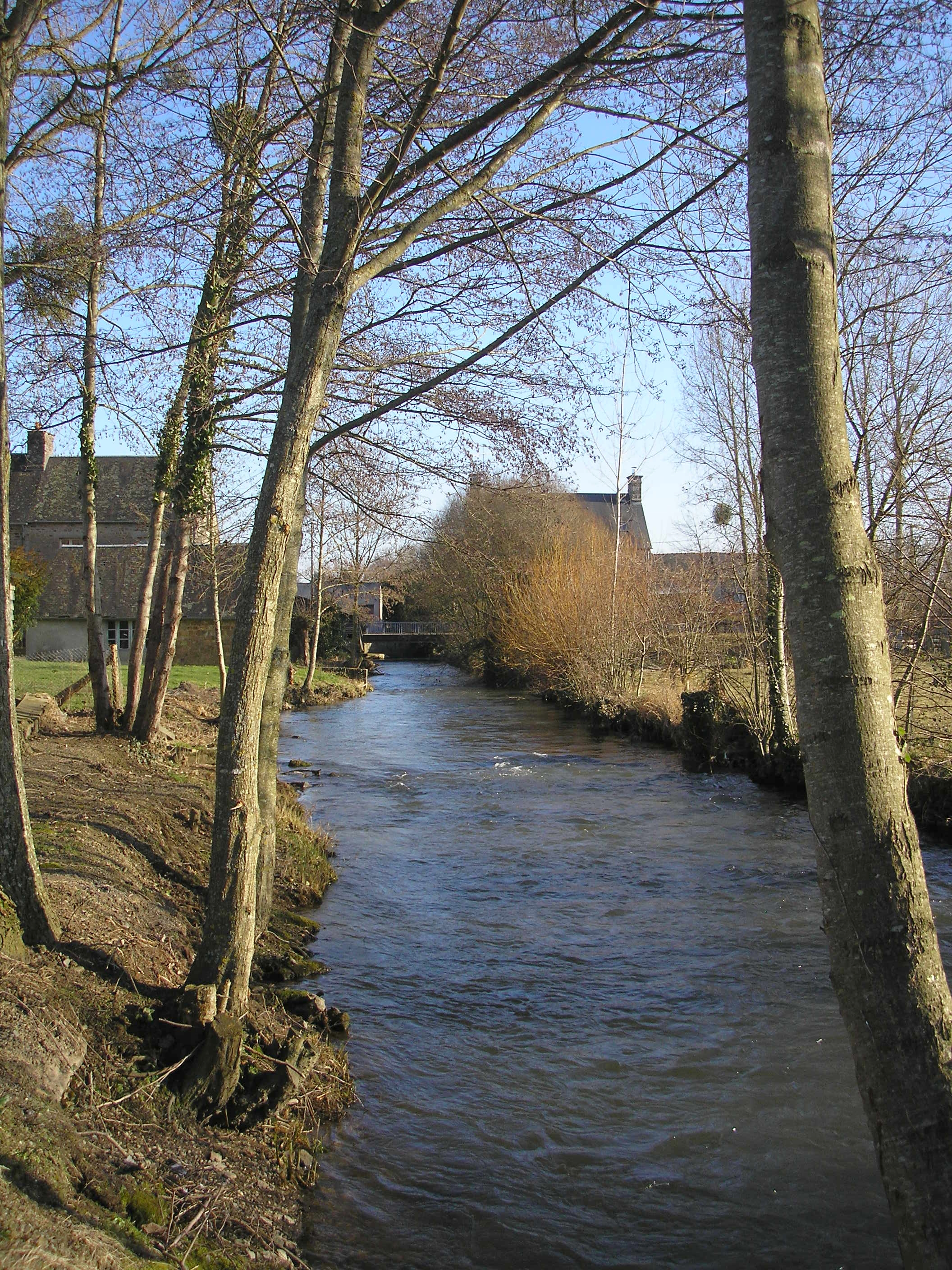
La Sée à Cuves.

- Sourdeval, Beauficel et Brouains (fait fonction de limite), Perriers-en-Beauficel (limite), Chérencé-le-Roussel, Le Mesnil-Tôve (limite), Le Mesnil-Gilbert et Le Mesnil-Adelée (limite), Cuves et Les Cresnays (limite), Brécey, Vernix, Tirepied, La Gohannière et Saint-Brice (limite), Ponts et Saint-Senier-sous-Avranches (limite), Avranches qu'elle traverse puis limite avec Saint-Jean-de-la-Haize et Marcey-les-Grèves

### Bassin versant
Le bassin versant de la Sée avoisine celui de la Sienne au nord, celui de la Vire au nord-est, la partie la plus septentrionale du bassin de la Loire (par son sous-affluent l'Égrenne) à l'est et le bassin de la Sélune au sud.
Cette localisation du bassin, entre deux massifs granitiques, explique son étroitesse (477 km2) et la médiocrité de ses affluents dont aucun ne dépasse les 20 km.
La Sée participe avec le Couesnon et la Sélune au système hydrologique complexe de la baie du mont Saint-Michel.

### Organisme gestionnaire
La communauté d'agglomération Mont-Saint-Michel-Normandie exerce la compétence GeMAPI (Gestion des milieux aquatiques et prévention des inondations) depuis 2019 sur le bassin versant de la Sée. Elle met en place des études et travaux permettant de restaurer le bon état écologique des cours d'eau.

## Affluents
Le plus long d'entre eux est la Braize (16,3 km) qui conflue en rive droite entre Saint-Jean-de-la-Haize et Marcey-les-Grèves, juste avant l'estuaire. Quatre autres affluents dépassent les 10 km : le Bieu (14,8 km en rive droite à Vernix), le Glanon (12,5 km en rive droite à Cuves), le ruisseau du Moulin du Bois (12,1 km en rive droite à Tirepied) et le ruisseau de Saultbesnon (11,9 km en rive droite à Tirepied).
Les autres principaux affluents sont le ruisseau de Saint-Laurent (9,8 km en rive droite entre Saint-Laurent-de-Cuves et Brécey), le ruisseau de la Guérinette (9,7 km en rive droite à Avranches), la Bouanne (8,8 km en rive gauche entre Chérencé-le-Roussel et Le Mesnil-Tôve), la Sée Rousse (8,7 km en rive gauche à Sourdeval), le ruisseau de Palorette (8 km en rive gauche entre Saint-Brice et Saint-Senier-sous-Avranches), l'Yeurseul (7,8 km en rive droite entre Sourdeval et Beauficel), le Vergon (8,1 km en rive droite à Marcey-les-Grèves, en début d'estuaire), le ruisseau de Pierre Zure (7,8 km en rive droite entre Perriers-en-Beauficel et Chérencé-le-Roussel), la Bouanne (8,8 km en rive gauche à Chérencé-le-Roussel), la Loterais (6,8 km en rive gauche au Cresnays), le ruisseau de la Tullerie (5,5 km en rive gauche entre Les Cresnays et Brécey), le ruisseau du Moulin Richard (5,2 km en rive gauche à Brécey) et le ruisseau de la Gesberdière (5,1 km en rive gauche entre Le Mesnil-Adelée et Les Cresnays).

## Hydrologie
La Sée est régulièrement remontée par un mascaret.

### La Sée à Tirepied
La See a été observée du 1er janvier 1993 au 2 janvier 2006  à la station I8032020 - La Sée à Tirepied, à 15 m d'altitude et pour un bassin versant de 314 km2
Le module y est de 6,28 m3/s.

### Étiage ou basses eaux
À l'étiage, c'est-à-dire aux basses eaux, le VCN3, ou débit minimal du cours d'eau enregistré pendant trois jours consécutifs sur un mois, en cas de quinquennale sèche s'établit à 1,2 m3/s, ce qui reste très confortable,.

### Crues
Sur cette courte période d'observation, le débit journalier maximal a été observé le 31 décembre 1999 pour 35,70 m3/s. Le débit instantané maximal a été observé le 3 février 2001 avec 40,00 m3/s en même temps que la hauteur maximale instantanée de 2 400 mm soit 2,40 m.
Le QIX 2 est de 23 m3/s, le QIX 5 est 30 m3/s, le QIX 10 est de 35 m3/s et le QIX 20 est de 39 m3/s.

### Lame d'eau et débit spécifique
La lame d'eau écoulée dans cette partie du bassin versant de la rivière est de 633 millimètres annuellement, ce qui est plus du double de la moyenne en France, à 300 mm/an. Le débit spécifique (Qsp) atteint 20,0 litres par seconde et par kilomètre carré de bassin.

## La vallée de la Sée

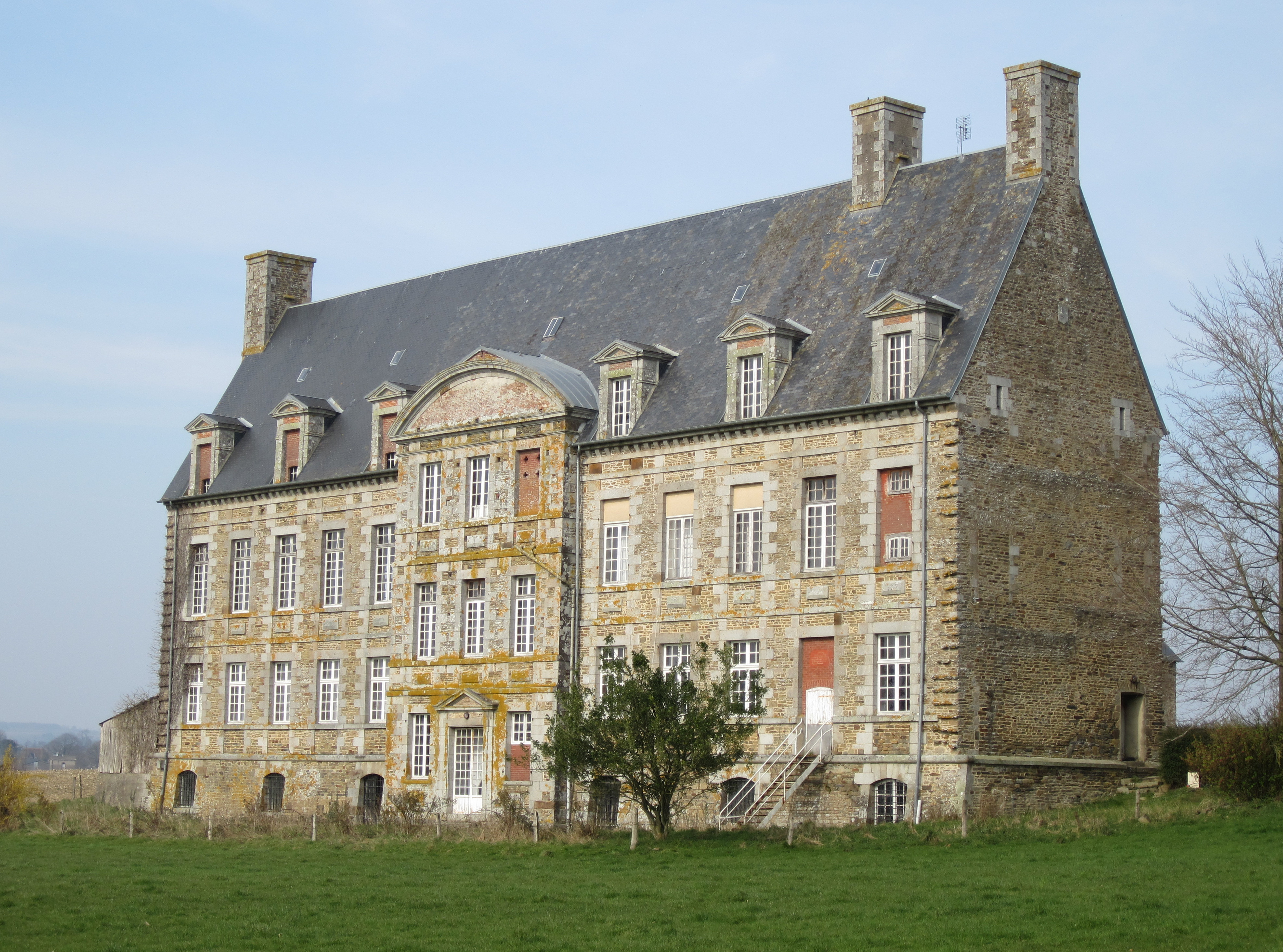
Le château de Vassy à Brécey.

Sur l'un des nombreux canaux de moulins à eau, dans la vallée après Sourdeval, se trouve un écomusée dans un ancien moulin à eau réhabilité. On y présente aussi le début de l'industrie des couverts de table avec l'entreprise Guy Degrenne.
Ces moulins à eau servaient à la fabrication du papier. Avec le déclin de cette activité, certains moulins se sont reconvertis dans la conception des couverts de table.
La Sée fait partie des fleuves les plus saumoniers de France. On y trouve aussi beaucoup de truites.
Le château de Vassy domine la vallée à Brécey, tandis qu'un autre monument historique, le manoir de Vains, avoisine l'estuaire.